# KOI-5927.01
KOI-5927.01 fue un candidato a exoplaneta de tipo supertierra catalogado en diciembre de 2014 como "falso positivo". La estrella en la que fue detectado, KOI-5927 está a 1533,5 años luz de la Tierra. Los indicios del planeta fueron observados por el satélite espacial Kepler. El telescopio espacial consiguió registrar varios tránsitos antes de ser descartado.

## Descripción

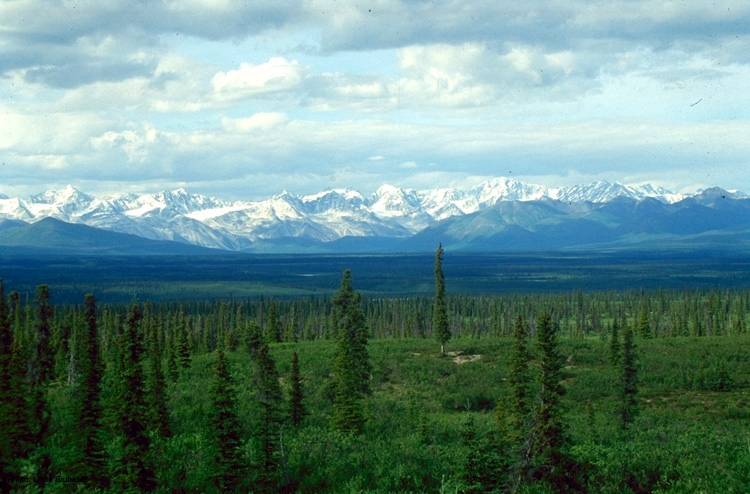
El clima de KOI-5927.01 podría haber sido más frío y húmedo que el terrestre, semejante al típico de la taiga en la Tierra. En la imagen, taiga de picea glauca en Alaska

De haber sido confirmado, habría contado con unas características muy similares a las de la Tierra, típicas de un cuerpo análogo al terrestre. Con un IST del 91%, habría sido uno de los exoplanetas más parecidos a la Tierra de cuantos han sido hallados, siendo el primero KOI-4878.01 (98%). Se estimaba que orbitaba una estrella similar al Sol en su zona de habitabilidad, tardando 436,4 días en dar una vuelta completa alrededor de la misma. Su temperatura media calculada, asumiendo una atmósfera como la terrestre, habría sido de 8 °C (frente a los 14 de la Tierra). El radio del exoplaneta se estimó en 1,24 veces mayor que el de la Tierra y su masa en 1,79 veces superior.

## Posibilidades de vida
Al igual que en el caso de KOI-4878.01, habría contado con un gran potencial de habitabilidad. La abundancia del hidrógeno y el oxígeno en el universo suponían una alta probabilidad de que KOI-5927.01 hubiese tenido agua sobre su superficie. Considerando su temperatura de equilibrio, su atmósfera tendría que haber sido extremadamente densa o escasa para que esta no se encontrase en estado líquido. La distancia a la que se creía que orbita su estrella era superior a la distancia entre la Tierra y el Sol, por lo que era improbable que se hubiese encontrado anclado por marea (es decir, habría habido ciclos de día y noche como en la Tierra).
Por sus características físicas propuestas, probablemente KOI-5927.01 hubiera sido ligeramente más frío, de mayor tamaño y con más densidad atmosférica que la Tierra. Es posible que, en el caso de haber contado con una atmósfera similar a la Tierra, hubiese tenido extensos casquetes polares y que sus trópicos hubieran registrado un clima similar al de las zonas templadas terrestres. No obstante, su mayor densidad atmosférica podría haberse traducido en unas temperaturas similares e incluso superiores a las de la Tierra.